# 清啤
清啤（德語：Märzen），意譯為三月啤酒，是一种在啤酒节上专用的啤酒。其色彩及酒味比一般啤酒要深要浓。
因为在酿清啤过程中气温要在摄氏十度以下，所以在发明人工降温之前只有在三月份之前才能酿制。
1539年巴伐利亚州酿酒规章里规定只有在9月29日至4月23日之间才能釀製清啤酒。